# Сиротин, Владимир Павлович
Влади́мир Па́влович Сиро́тин (укр. Володимир Павлович Сиротін; род. 3 августа 1977) — украинский борец вольного стиля, бронзовый призёр чемпионата мира (2002) и Европы (2005).
Тренер — Данько Григорий Владимирович.